# Achaearanea budana
Achaearanea budana är en spindelart som beskrevs av Benoy Krishna Tikader 1970. Achaearanea budana ingår i släktet Achaearanea och familjen klotspindlar. Inga underarter finns listade i Catalogue of Life.